# Юрино (Марий Эл)
Ю́рино (горномар. Йӱрнӹ) — посёлок городского типа в России, административный центр Юринского района Республики Марий Эл. Образует одноимённое муниципальное образование Юрино со статусом городского поселения как единственный населённый пункт в его составе.
Население — 2546 чел. (2023).
Расположен на левом берегу Волги (Чебоксарское водохранилище) в устье Ветлуги. При строительстве Чебоксарской ГЭС посёлок оказался ниже уровня затопления. В настоящее время защищён дамбами.
Посёлок расположен в 198 км к юго-западу от Йошкар-Олы. Ближайшая железнодорожная станция расположена в 80 км к юго-востоку от посёлка, в Чебоксарах.

## История

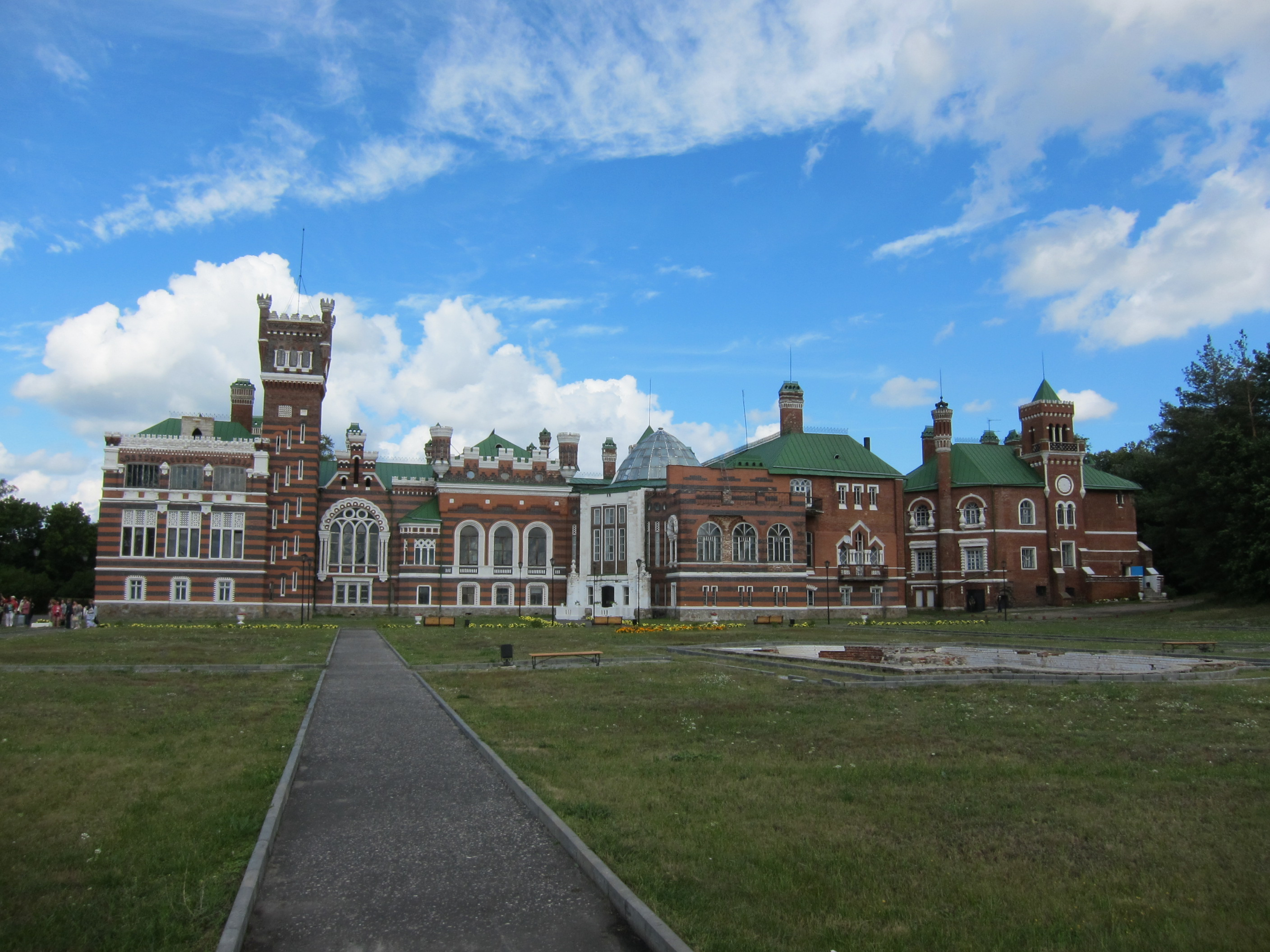
Замок Шереметева

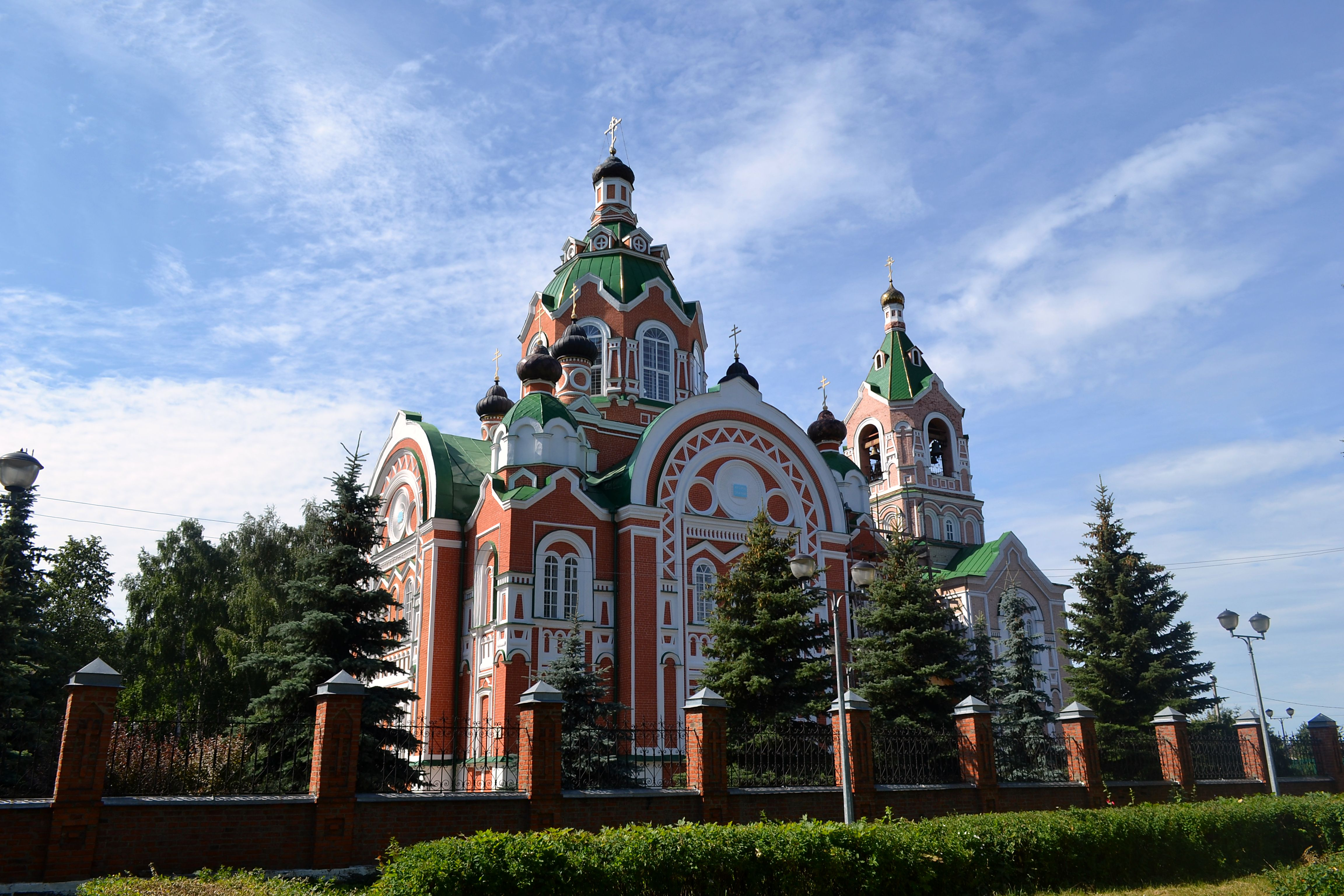
Михайло-Архангельский храм

Первое упоминание о поселении относится к 1227 год. В XIV веке поселение было собственностью Благовещенского монастыря. Известно как село Архангельское с 1721 года. В разные годы Юрино владели Е. Н. Бибиков, князь С. С. Гагарин, потомки уральского заводчика Н. А. Демидова. К 1788 году хозяином Юрино стал действительный камергер двора его Императорского Величества А. А. Жеребцов, после смерти которого, в 1812 году имение за 350 тысяч рублей приобрёл генерал-майор В. С. Шереметев.
Статус посёлка городского типа — с 1927 года.
В посёлке родился Герой Советского Союза Павел Александрович Тезиков, композитор и пианистка Нина Владимировна Макарова, журналист и генеральный директор ТАСС Сергей Андреевич Лосев, писатель и краевед Константин Андреевич Кислов, художник Алексей Петрович Зарубин, депутат Верховного Совета СССР 1-го созыва Василий Фёдорович Тореев, председатели Йошкар-Олинского городского Совета Михаил Михайлович Румянцев и Пётр Михайлович Фуфыгин и др.

## Население
| 1959  | 1970  | 1979  | 1989  | 2002  | 2009  | 2010  | 2012  | 2013  |
| ----- | ----- | ----- | ----- | ----- | ----- | ----- | ----- | ----- |
| 6364  | ↘5943 | ↗5960 | ↘5177 | ↘4251 | ↘3591 | ↘3465 | ↘3387 | ↘3307 |
| 2014  | 2015  | 2016  | 2017  | 2018  | 2019  | 2020  | 2021  | 2023  |
| ↘3182 | ↘3138 | ↘3088 | ↘2984 | ↘2913 | ↘2871 | ↘2770 | ↘2646 | ↘2546 |

Национальный состав
По итогам переписи населения 2020 года проживали следующие национальности (национальности менее 0,1 % и другое см. в сноске к строке «Другие»):
| Национальность | Численность, чел. | Доля     |
| -------------- | ----------------- | -------- |
| Русские        | 2555              | 96,56 %  |
| Марийцы        | 29                | 1,10 %   |
| Чуваши         | 8                 | 0,30 %   |
| Татары         | 8                 | 0,30 %   |
| Украинцы       | 5                 | 0,19 %   |
| Армяне         | 5                 | 0,19 %   |
| Мордва         | 4                 | 0,15 %   |
| Грузины        | 4                 | 0,15 %   |
| Казахи         | 3                 | 0,11 %   |
| Азербайджанцы  | 3                 | 0,11 %   |
| Другие         | 22                | 0,84 %   |
| Итого          | 2646              | 100,00 % |

## Достопримечательности
- Замок Шереметева (1880)
- Шереметевский парк
- Михайло-Архангельский храм (1889)

## Экономика
- Предприятия лесной и деревообрабатывающей промышленности

## Археология
Рядом с Юрино на левом берегу реки Волги, в районе места впадения в неё реки Ветлуги находится Усть-Ветлужский (Юринский) могильник — археологический памятник, грунтовый могильник бронзового века, сейминско-турбинского типа.

## Известные жители
- Касаткин Константин Иванович (1879—1957) — советский революционный и политический деятель, деятель народного просвещения. Проректор Московского института организаторов народного просвещения (1923—1925), научный сотрудник Института Маркса-Энгельса-Ленина при ЦК ВКП(б) (1925—1935). Организатор первых в Марийском крае рабочей, социал-демократической и профсоюзной организаций. Участник Первой русской революции (1905) и Великой российской революции (1917). Член РСДРП с 1905 года, член РКП(б).
- Королёв Алексей Николаевич (1882—1970) — земский врач в Юринской вотчине Шереметева.
- Лосев Геннадий Павлович (1932—1991) — советский организатор музейного дела, гид-экскурсовод, краевед, журналист, педагог. Основатель Историко-художественного музея п. Юрино Марий Эл.